# Косская одежда

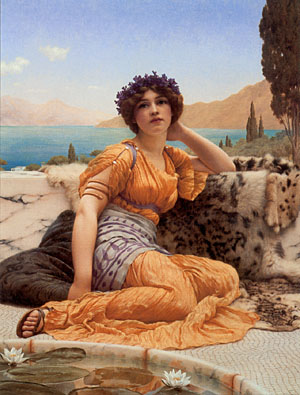

Косская одежда или «дикий шелк» (лат. Coa vestis) — обычно так в Древнем Риме назывались дорогие женские платья, которые изготавливали на греческом острове Кос. Пошивом этого вида шелковой одежды занимались с давних времен из вырабатывавшихся там же тканей (Виссона и др.).
Наибольшей популярностью пользовались в Риме в конце первого века до н. э.
Представляла собой легкую, чаще всего пурпурную, расшитую золотыми нитями, полупрозрачную плательную ткань — «эта одежда обнажала женщин». «Косские одежды» особенно любили гетеры, так как яркие и пестрые расцветки в Древнем Риме считались признаком разврата.
Римский философ Сенека писал:

«Можно ли назвать одеждой то, чем нельзя защитить ни тела, ни чувства стыдливости… их достают за огромные деньги, чтобы наши матроны показывали себя всем в таком же виде, как любовникам в собственной спальне.»— Сенека. De benef. VII. 9. 5
Одна из возлюбленных поэта Тибулла, воспетая им в книге «Немезида» желает одеваться в косские одежды (II. 3. 53 и 4. 29).
Мода на косскую одежду продержалась около 100 лет.
Настоящий китайский шелк, появившийся в I веке н. э., вытеснил косские одежды. После Плиния Старшего и Марка Валерия Марциала упоминания о них в литературе уже не встречаются.